# 女子高生ミスコン
女子高生ミスコン（じょしこうせいミスコン）は、with tが主催する、全国の女子高生を対象としたミス・コンテストである。

## 概要
女子高生の日常生活に欠かせないLINEをエントリーの窓口とし、審査過程においてもInstagramやX、TikTokなどのSNSを使用した審査を行う等、Z世代以降の世代が使用している、生活習慣に溶け込んでいるツールを使用してエントリー・審査方法を採用しており、“みんなで選ぶ、日本一かわいい女子高生”をコンセプトに展開する視聴者参加型のコンテストである。
全国を6エリア（北海道・東北、関東、中部、関西、中国・四国、九州・沖縄）に分け、各審査を通過したファイナリスト約10名が2 - 3ヶ月間に亘り東京にて毎週末ダンスや演技のレッスンを実施。
レッスンの様子やファイナリストの素顔等は、ドキュメンタリー番組として制作し、公式YouTubeチャンネルにて放映している。
3月末（2018年度以降は12月）に東京都内で実施されるブランプリ発表イベントにてグランプリ＝”日本一かわいい女子高生”を決定する。
2017-2018年度は47都道府県の代表を一人ずつ選出し、各都道府県の代表となる女子高生47名を決定した。
SNS主体であること、参加者は基本的に未成年が対象であること（例外的に成人でも高校に在学していれば現役高校生とみなされるため、参加そのものは可能である。成人で当ミスコンに参加したのは元競馬学校騎手候補生だった朝倉雪月などの事例がある）から、エントリー者は原則ニックネームでの登録である。
初の全国展開での開催となった女子高生ミスコン2015-2016では、中部地方準グランプリだったりこぴんがグランプリに選出された。グランプリ決定直後からZIP!（NTV）、サンデー・ジャポン（TBS）等のTVに出演し、Girls Award2016でもランウェイを歩く。
「テラスハウス」へも出演した。
グランプリ受賞者は1年間、次年度コンテストのPR大使に任命されるほか、芸能活動の希望があれば芸能事務所への所属が案内される。
また2016年度から男子高校生版の「男子高生ミスターコン」、2017年度から中学生版の「JCミスコン」、2023年度より男子中学生版の「男子中学生ミスターコン」も別途同時開催されている。
2023年度以前はエイチジェイ主催であったが、2024年度以降は分社化に伴いwith t主催になっている。

## 表彰項目
2015-2016年度
- グランプリ
- 準グランプリ
- フリュー賞
- モデル賞
- 演技賞
- ダンス賞
- アーティスト賞
- ファッション賞

2016-2017年度
- グランプリ
- 準グランプリ
- フリュー賞
- 審査員特別賞
- モデルプレス賞

2017-2018年度
- グランプリ
- 準グランプリ
- フリュー賞
- 審査員特別賞
- モデルプレス賞
- ヤングジャンプ賞
- マクドナルド賞

2020年度
- グランプリ
- 準グランプリ
- 審査員特別賞
- モデルプレス賞
- SNOW賞
- KIREIMO賞

2021年度
- グランプリ
- 準グランプリ
- 審査員特別賞
- モデルプレス賞
- SNOW賞
- ジョブドラフト賞

2023年度
- グランプリ
- 準グランプリ
- 審査員特別賞
- モデルプレス賞
- candy magic賞

2024年度
- グランプリ
- 準グランプリ
- 審査員特別賞
- モデルプレス賞
- candy magic賞
- SNOW賞

## 主な受賞者
- 学年色表記
  - ｛   オペラ｝：1997（以前3年ごと）,2000,2003,2006,2009,2012（以後3年ごと）年世代
  - ｛   グリーン｝：1998（以前3年ごと）,2001,2004,2007,2010（以後3年ごと）年世代
  - ｛   サックス｝：1999（以前3年ごと）,2002,2005,2008,2011（以後3年ごと）年世代
  - 2016,2019,2022,2025年度：3年生=｛   グリーン｝,2年生=｛   サックス｝,1年生=｛   オペラ｝
  - 2017,2020,2023,2026年度：3年生=｛   サックス｝,2年生=｛   オペラ｝,1年生=｛   グリーン｝
  - 2015,2018,2021,2024,2027年度：3年生=｛   オペラ｝,2年生=｛   グリーン｝,1年生=｛   サックス｝
  - 本名出場者：｛   オペラ｝は｛   レッド｝,｛   グリーン｝は｛   ディープグリーン｝,｛   サックス｝は｛   ブルー｝
  - ｛   イエロー｝：学年非公表・不明

| 年        | グランプリ                                         | 準グランプリ                                               | その他受賞者 | その他ファイナリスト |
| --------- | -------------------------------------------------- | ---------------------------------------------------------- | --- | --- |
| 2015-2016 | りこぴん｛ オペラ｝ （永井理子）                   | まゆ｛ オペラ｝ （神里真優）                               | | ｛ オペラ｝：みさき（高根美沙稀）、はすみん（二葉蓮美）、あやたむ（西田絢香）、れおちゃん（高木玲央） ｛ グリーン｝：さくてん（辰巳さくら）、もも（池田百花） ｛ サックス｝：あおぴ、すっちゃん（一ノ瀬すず）、あーちゅん（高見彩華）、あきらぴょん、れーいん（大木玲奈）、みづき（林美月）               |
| 2016-2017 | ゆきゅん｛ サックス｝ （船越雪乃）                 | みなみ｛ グリーン｝ （亀井南美）                           | | ｛ グリーン｝：あやまる（中小路彩）、まりりん（栗田麻理）、あいな（若林愛奈）、ゆまちゃす（中村友茉） ｛ サックス｝：りったん（中村梨聖）、まほっちゃん（長沢真帆）、おはなちゃん（古川華）、ゆりぴ（中明佑里花）、はづぷん（神田葉月） ｛ オペラ｝：にーに（益若仁菜）、あや（中町綾）、なつ（伊藤夏音） |
| 2017-2018 | めいめい｛ オペラ｝ （福田愛依）                   | ほのぴぴ｛ オペラ｝ （萩田帆風）                           | ヤングジャンプ賞：りおちょん｛ グリーン｝(吉田莉桜） モデルプレス賞：千尋｛ サックス｝（荒城凪沙、現芸名：藤咲凪） 審査員特別賞：ざわこ｛ サックス｝（半澤楓）                                                       | ｛ サックス｝：ななちゃら（實近菜那） ｛ グリーン｝：ヒカル（尾崎ヒカル）、ななみ（日下菜々美） |
| 2018      | あれん｛ オペラ｝ （アレン永望）                   | みゆん｛ オペラ｝ （松下実夢）                             | | ｛ オペラ｝：もね（堤もね）、あすみん（川田明日未） ｛ グリーン｝：はるたむ（安齋陽菜）、けいえる（河本景） ｛ サックス｝：ゆき（平田侑希）、おさかべゆい（刑部結生） |
| 2019      | あーーゆ｛ サックス｝ （新田あゆな）               | ゆめのん｛ グリーン｝ （岡本結芽乃）                       | フリュー賞：ともか｛ グリーン｝（高須賀友香） | ｛ グリーン｝：ユナ ｛ サックス｝：みゆう（大友美有）、カレン（カレン・レーヌ）、おとのん（櫻井音乃）、ヒナ、かのん（岩本佳穏）、しま（悠木紫真） ｛ オペラ｝：のん（粕谷音）、ゆうゆう（千葉佑夕） |
| 2020      | ひっか｛ サックス｝ （大平ひかる）                 | ゆーな｛ サックス｝ （鈴木結奈）                           | 審査員特別賞、KIREIMO賞：東原優希｛ ブルー｝ SNOW賞：あやの｛ オペラ｝（増田彩乃） | ｛ サックス｝：ぽんず ｛ オペラ｝：みくる（林弥来、現芸名：夢乃みくる）、ぼりほの（内堀帆乃果）、ましろ（荒井真白、現芸名：新井ましろ） ｛ グリーン｝：まりあ（長谷部真里愛）、りな（滝本里奈）、みゆ（右近心優、現芸名：梅田みゆ）、あゆか（永島歩花）                                                   |
| 2021      | ゆきの｛ サックス｝ （千葉雪乃）                   | あやね｛ グリーン｝ （福間彩音）                           | ジョブドラフト賞：あみつん｛ オペラ｝ SNOW賞：チナ｛ グリーン｝（橋本知奈） 審査員特別賞：はなき｛ オペラ｝（林花希）                                                                                                | ｛ オペラ｝：りり（天羽リリ）、みぃみ、じゅら（橋本寿来）、まなみん（高橋愛美） ｛ グリーン｝：マリン（野賀まりん）、まいか ｛ サックス｝：みずき（大野瑞希）、ゆめか |
| 2022      | はるち｛ オペラ｝ （村谷美奏、SNOW賞もダブル受賞） | こはるん｛ サックス｝ （黒江心温）                         | candy magic賞：もあもあ｛ グリーン｝（白石萌愛） モデルプレス賞：杉井美咲｛ レッド｝（現芸名：杉井みぃ） 審査員特別賞：マユ｛ グリーン｝（高畑麻優）、ゆあん｛ オペラ｝                                              | ｛ グリーン｝：みくち（吉田未来）、さや（留盛紗弥）、あやか（原彩華）、ゆづ（朝倉雪月）、りの（小湊莉乃） ｛ サックス｝：いろ（金子彩羽）、らうり（小滝らうり） ｛ オペラ｝：めいか（本橋明桜）、とあ（大友冬愛）                                                                                         |
| 2023      | リア｛ グリーン｝ （米澤璃彩）                     | りんたん｛ オペラ｝ （坂口花梨、SNOW賞、現芸名：鈴木花梨） | モデルプレス賞：真心｛ グリーン｝（素川真心） 審査員特別賞：ゆら｛ サックス｝（新井侑良）、あいる｛ サックス｝（中里あいる） candy magic賞：ゆら｛ サックス｝（新井侑良）、のな｛ オペラ｝（谷奥乃菜、現芸名：NONA） | ｛ サックス｝：あんな ｛ オペラ｝：ここな（現芸名：日南来々夏）、あみ ｛ レッド｝：姫野美咲 ｛ グリーン｝：あや、えみりー、まみ（現芸名：朝比奈まどか）、ゆいか |
| 2024      | はるあ｛ グリーン｝ （武田晴安）                   | じゅり｛ オペラ｝ （橋本珠里）                             | モデルプレス賞：さら｛ グリーン｝（永瀬さら） candy magic賞：さくら｛ グリーン｝（山下桜空、現芸名：篠原さくら） 審査員特別賞：さな｛ グリーン｝、れあちゅ｛ サックス｝ SNOW賞：るか｛ オペラ｝                      | ｛ オペラ｝：Ayu、ななみ ｛ グリーン｝：ミレイ、あや、りんか、まなか、みゆ ｛ サックス｝：さゆき |
| 2025      |                                                    |                                                            | | ｛ グリーン｝：2007年(3年生) ｛ サックス｝：2008年(2年生) ｛ オペラ｝：2009年(1年生) |

## 過去に出演したゲスト
- 2015-2016年度：りゅうちぇる、井上裕介（NON STYLE）、吉木千沙都、
- 2016-2017年度：りゅうちぇる、 石田明（NON STYLE）、吉木千沙都、永井理子、たくぽん
- 2019年度：向井慧・菅良太郎（パンサー）[15]
- 2020年度：丸山礼、おかずクラブ
- 2021年度：鬼越トマホーク、栗田麻理、ゆうちゃみ[6]
- 2023年度：土佐兄弟、清水あす香、小國舞羽
- 2024年度：土佐兄弟、村谷はるな、米澤りあ

## 姉妹コンテスト

### 高一ミスコン
| 年     | グランプリ                                          | 準グランプリ                              |
| ------ | --------------------------------------------------- | ----------------------------------------- |
| 2016年 | 中町綾｛ オペラ｝                                   | 伊藤夏音｛ オペラ｝                       |
| 2017年 | りおちょん｛ グリーン｝（吉田莉桜）                 | ことぴよ｛ グリーン｝（貝賀琴莉）         |
| 2018年 | おさかべゆい｛ サックス｝（刑部結生）               | ひめ｛ サックス｝（上水口姫香）           |
| 2019年 | ゆうゆう｛ オペラ｝（千葉祐夕）                     | ひな｛ オペラ｝（是則ひな）               |
| 2020年 | あゆか｛ グリーン｝（永島歩花）                     | あいのぶちょー｛ グリーン｝               |
| 2021年 | みずき｛ サックス｝（大野瑞希）                     | あんず｛ サックス｝（大村杏）             |
| 2022年 | み～ちゃん｛ オペラ｝（杉井美咲、現芸名：杉井みぃ） | ゆあん｛ オペラ｝                         |
| 2023年 | 世古乙羽｛ ディープグリーン｝                       | まみ｛ グリーン｝（現芸名：朝比奈まどか） |
| 2024年 | さゆき｛ サックス｝                                 | りのあ｛ サックス｝                       |
| 2025年 | なんり｛ オペラ｝                                   | りあ｛ オペラ｝                           |

### JCミスコン
| 年     | グランプリ                         | 準グランプリ                     | その他受賞者 | その他ファイナリスト |
| ------ | ---------------------------------- | -------------------------------- | --- | --- |
| 2017年 | さき｛ オペラ｝ （有川沙姫）       | みるく｛ オペラ｝ （一ノ瀬美空） | モデルプレス賞：じゅりり｛ オペラ｝ （西川樹里） | ｛ サックス｝：らっち、じゅりりん（髙井樹理愛）、ゆずぽん（平野柚希）、あやちゃむ（斎藤あやめ）、れい（高橋れい）、みか（前田美花）、かっちゅん（藤田カンナ）、かのん（岩本佳穏） ｛ オペラ｝：もか（中明百花）、くうた、ちゃえり（星野冴里） ｛ グリーン｝：あみみ |
| 2018年 | あいるぅ｛ グリーン｝ （富本愛琉） | こころん｛ サックス｝ （荻野心） | モデルプレス賞：綺華｛ オペラ｝（原田綺華） mysta賞：ゆうり｛ サックス｝ | ｛ オペラ｝：なたまる（向葵まる）、りんのすけ（山本凜）、アナイス（ペレ・アナイス）、りんりん、みゆ（坂上未優）、のあっち ｛ グリーン｝：みづきち（植田美月）、ゆかり、もも                                                                                         |
| 2019年 | りお｛ オペラ｝ （高木凜汐）       | るあ｛ グリーン｝ （近藤琉杏）   | モデルプレス賞：あや｛ グリーン｝ 審査員特別賞：kokone｛ サックス｝ | ｛ グリーン｝：ふじてぃ（藤巻華子）、ゆいちゃみ（古川結菜）、まお子（醍醐まお）、のあ（蒼山乃愛） ｛ オペラ｝：ももちん、さゆさゆ（渋谷沙雪） |
| 2020年 | JURI｛ オペラ｝ （榊原樹里）       | おとは｛ グリーン｝ （倉八音羽） | モデルプレス賞：いとぴ｛ オペラ｝（向井純葉） 審査員特別賞：わかな｛ オペラ｝（一柳和叶） | ｛ サックス｝：マイ ｛ オペラ｝：あめりん（蓑輪有萌利、現芸名：来海愛芽）、はる ｛ グリーン｝：フィオナ、はづき（岡本葉⽉）、あい（⾼杉愛） |
| 2021年 | あすか｛ オペラ｝ （清水あす香）   | くれあ｛ サックス｝ （松嶋紅杏） | モデルプレス賞：りおな｛ グリーン｝（奥田梨央奈） 審査員特別賞：ゆいり｛ サックス｝（現芸名：甘崎結依梨）                                                                                     | ｛ オペラ｝：まみ、ICHIKA（木場苺花）、ちゃんねね ｛ グリーン｝：るなち、waka（中本和花）、ミリヤ、あらぽん（吉見純音）、れいあ ｛ サックス｝：ゆめな（西田ゆめな）                                                                                                 |
| 2022年 | りあん｛ グリーン｝ （秋田莉杏）   | みちか｛ オペラ｝                | モデルプレス賞：はんな｛ オペラ｝ 審査員特別賞：すみれ｛ オペラ｝（現芸名：表すみれ）、まう｛ グリーン｝（小國舞羽） candy magic賞：ななちゃん｛ オペラ｝（宮内菜々美）                       | ｛ グリーン｝：あいか、結菜、のあん ｛ サックス｝：りのん（多田梨音）、いもけんぴ、YUMA（谷村優真） ｛ オペラ｝：さつき（宇賀神咲月）、るなるな（伊藤瑠南、現芸名：綾原瑠南）、SERINA（佐藤芹菜）                                                                   |
| 2023年 | みお｛ グリーン｝ （前川美桜）     | きょう｛ オペラ｝ （岡本京華）   | モデルプレス賞：きょう｛ オペラ｝（岡本京華）、ひまりん｛ サックス｝（岡田ひまり） 審査員特別賞：みのり｛ オペラ｝（藤村みのり） candy magic賞：ちほ｛ オペラ｝（徳野知歩、現芸名：春乃知歩） | ｛ サックス｝：さっぴぃ（細谷さら）、みづきち（桜庭みづき）、ゆきな（山本雪菜） ｛ オペラ｝：るちゃ、ゆうり ｛ グリーン｝：みおち、もえ、りのん（森田梨音）、レイ（富居玲衣）、ここちゃん                                                                           |
| 2024年 | ゆな｛ グリーン｝ （内田結菜）     | はんな｛ サックス｝ （大城采奈） | モデルプレス賞：いっちゃん｛ サックス｝（北村衣愛） 審査員特別賞：Aya｛ グリーン｝・あや candy magic賞：紅華｛ オペラ｝（加納紅華）                                                           | ｛ オペラ｝：はるか、もっちー、さくち ｛ グリーン｝：ゆん丸、めいさ、あっか～（上原明梨）、せりな、めい ｛ サックス｝：SOLA、ゆめめ |
| 2025年 |                                    |                                  | | ｛ グリーン｝：2010年(3年生) ｛ サックス｝：2011年(2年生) ｛ オペラ｝：2012年(1年生) |

### 中一ミスコン
| 年     | グランプリ                          | 準グランプリ                          |
| ------ | ----------------------------------- | ------------------------------------- |
| 2021年 | くれあ｛ サックス｝（松嶋紅杏）     | Hinano｛ サックス｝                   |
| 2022年 | はんな｛ オペラ｝                   | すみれ｛ オペラ｝（現芸名：表すみれ） |
| 2023年 | みお｛ グリーン｝（前川美桜）       | ねね｛ グリーン｝（川西音寧）         |
| 2024年 | いっちゃん｛ サックス｝（北村衣愛） | あいむ｛ サックス｝                   |
| 2025年 | みゆあ｛ オペラ｝                   | のあ｛ オペラ｝                       |